# Anuel AA
Anuel AA (rodným jménem Enmanuel Gazmey Santiago;* 27. listopadu 1992 Portoriko) je portorický zpěvák a rapper. Věnuje se především latinskému rapu a reggaeton. Na hudební scénu vstoupil roku 2011 songem Demonia.
V roce 2019 vyhrál cenu nejnovějšího umělce roku v Billboard Latin Music Award. Tvořil úspěšné songy s významnými zpěváky a rappery latinského stylu hudby jako jsou Daddy Yankee, Farruko, J Balvin či Wisin.

## Život
Narodil se roku 1992 ve městečku Carolina na severu Portorika. Už v dětství měl k hudbě blízko, když se kamarádil s rapperem Tempo. Po vystudování místní katolické školy Colegio María Auxiliadora se v 10 letech rozhodl, že se bude plně věnovat hudbě a uzavřel s Maybach Music smlouvu. Tvoří songy se zpěváky především portorického původu a svoji inspiraci čerpá z každodenního života na ulici.
Jeho songy se zabývají tématy jako jsou život na ulici, sex, drogy a násilí.

## Uvěznění
V srpnu 2016 byl zadržen v Guyanabo v místním zadržovacím centru se třemi společníky za 3 pistole a 152 kulek. Podepsal dohodu na 30 měsíců za držení nelegálních zbraní. Během soudu řekl, že jeho tvorba nepředstavuje skutečnou hrozbu a není nebezpečná. Soudkyně však prohlásila, že jeho songy nikdy neslyšela a tak nemůže posoudit.  Nastoupil k výkonu trestu do federální věznice na Portoriku a v březnu 2018 byl umístěn do státní věznice na Miami.
Během trestu dále píše songy a spolupracoval se zpěváky přes mobilní telefon. Dle svých slov inspiraci čerpal z rádia, kde se dovídal o aktuálních událostech ve světě.